# 31190 Toussaint
31190 Toussaint este un asteroid din centura principală de asteroizi.

## Descriere
31190 Toussaint este un asteroid din centura principală de asteroizi. A fost descoperit pe 27 decembrie 1997 la Goodricke-Pigott de Roy A. Tucker. Asteroidul prezintă o orbită caracterizată de o semiaxă mare de 2,60 ua, o excentricitate de 0,11 și o înclinație de 14,0° în raport cu ecliptica.